# 2,3,3-トリメチルペンタン
2,3,3-トリメチルペンタン（英語: 2,3,3-trimethylpentane）は、化学式が C8H18 で表される炭化水素の1つである。オクタンの異性体で揮発性である。ヒトを含む哺乳類、細菌の代謝産物としての役割がある。